# Václav Hybš (fotbalista)
Václav Hybš (* 20. ledna 1961) je bývalý český fotbalista.

## Fotbalová kariéra
V československé lize hrál za TJ Bohemians ČKD Praha a Slavii Praha. Ve druhé nejvyšší soutěži hrál za DP Xaverov Horní Počernice, nastoupil ve 122 utkáních a dal 2 góly.

## Ligová bilance
| Ročník                                   | Zápasy | Góly | Klub                       |
| ---------------------------------------- | ------ | ---- | -------------------------- |
| 1. československá fotbalová liga 1979/80 | 9      | 0    | TJ Bohemians ČKD Praha     |
| 1. československá fotbalová liga 1980/81 | -      | -    | TJ Bohemians ČKD Praha     |
| česká národní fotbalová liga 1983/84     | 30     | 0    | DP Xaverov Horní Počernice |
| česká národní fotbalová liga 1984/85     | 27     | 1    | DP Xaverov Horní Počernice |
| česká národní fotbalová liga 1985/86     | 22     | 0    | DP Xaverov Horní Počernice |
| 1. československá fotbalová liga 1986/87 | 8      | 0    | Slavia Praha               |
| česká národní fotbalová liga 1986/87     | 14     | 0    | DP Xaverov Horní Počernice |
| česká národní fotbalová liga 1987/88     | 6      | 0    | DP Xaverov Horní Počernice |
| česká národní fotbalová liga 1988/89     | 25     | 1    | DP Xaverov Horní Počernice |
| CELKEM                                   | -      | -    |                            |